# Distretto di Kapho
Il distretto di Kapho (in thailandese: กะพ้อ) è un distretto (amphoe) della Thailandia, situato nella provincia di Pattani.